# Valete (Rapper)
Valete (* 14. November 1981 in Amadora, Lissabon) ist ein portugiesischer Rapper mit Wurzeln aus São Tomé und Príncipe, der mit bürgerlichem Namen Keidje Lima heißt. Er gehört zu den bekannteren Rappern im Portugiesischen Hip-Hop, dem Hip-Hop Tuga.

## Karriere
Valete begann in seiner Jugend Rap zu hören und gründete 1997 mit Adamastor eine Gruppe, die sie "Canal 115" nannten. Sie hatten 2 Jahre lang verschiedene Auftritte, bis er sich vom Musikgeschäft zurückzog um zu studieren. 2002 kehrte er mit dem Album Educação Visual zurück.
2006 veröffentlichte er das Album Serviço Público.
2013 veröffentlichte er sein drittes Album Homo Libero, welches eigentlich für 2009 geplant war.
2017 kehrte er zum Rap zurück und kündigte ein neues Album an und veröffentlichte zwei Singles.
Valetes Rap ist gekennzeichnet durch antikapitalistische Texte und spiegelt Ansichten der extremen Linken wider.

## Privates
Valete war in einer kommunistischen Jugendorganisation aktiv.

## Diskografie
Alben 
- 2002: Educação visual
- 2006: Serviço público
- 2013: Homo libero

Singles
- 2017: Poder (feat. Baghira)
- 2017: Rap consciente (feat. Baghira)
- 2019: Colete amarelo (feat. Loromance)